# Rue de Pouilly
La rue de Pouilly est une voie de la commune de Reims, située au sein du département de la Marne, en région Grand Est.

## Situation et accès
La rue de Vesle appartient administrativement au quartier Centre Ville et permet de joindre le cours Langlet et la mairie.

## Origine du nom
Elle porte le nom de Louis Jean Lévesque de Pouilly, qui était écuyer, seigneur des villages de Pouilly, Arcis-le-Ponsart et Bouilly. Il fut président trésorier de France au bureau des finances de Champagne et lieutenant des habitants de la ville Reims.

## Historique
Cette voie, l'une du cœur de la ville portait le nom de rue de la Vignette avant de porter le nom actuel depuis 1842.

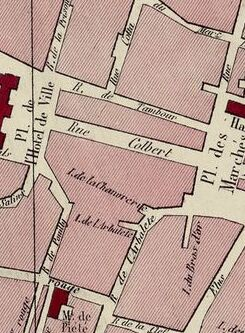
Plan Héteau de 1844.
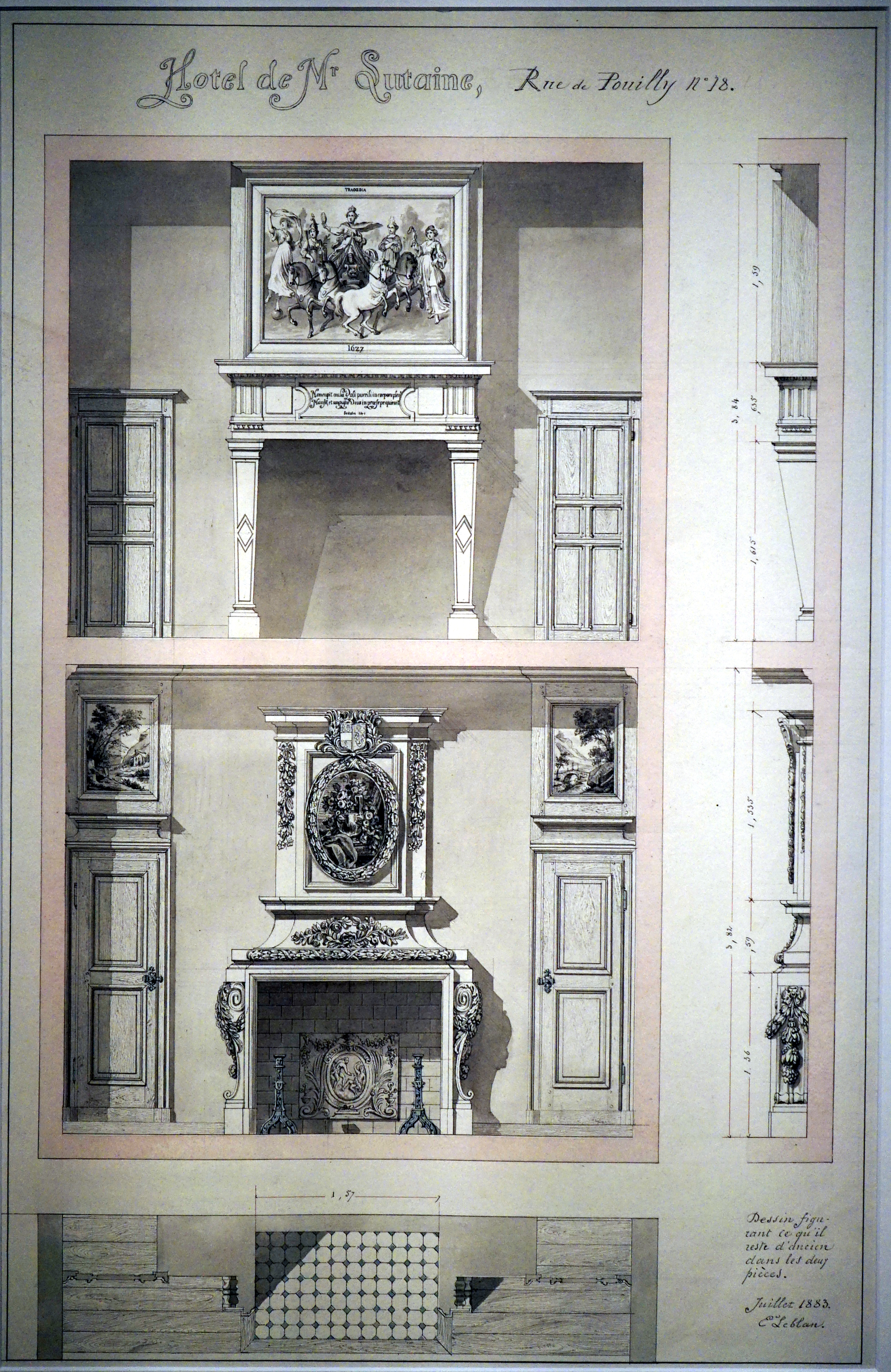
Dessins de l'hôtel de Sutaine au 18
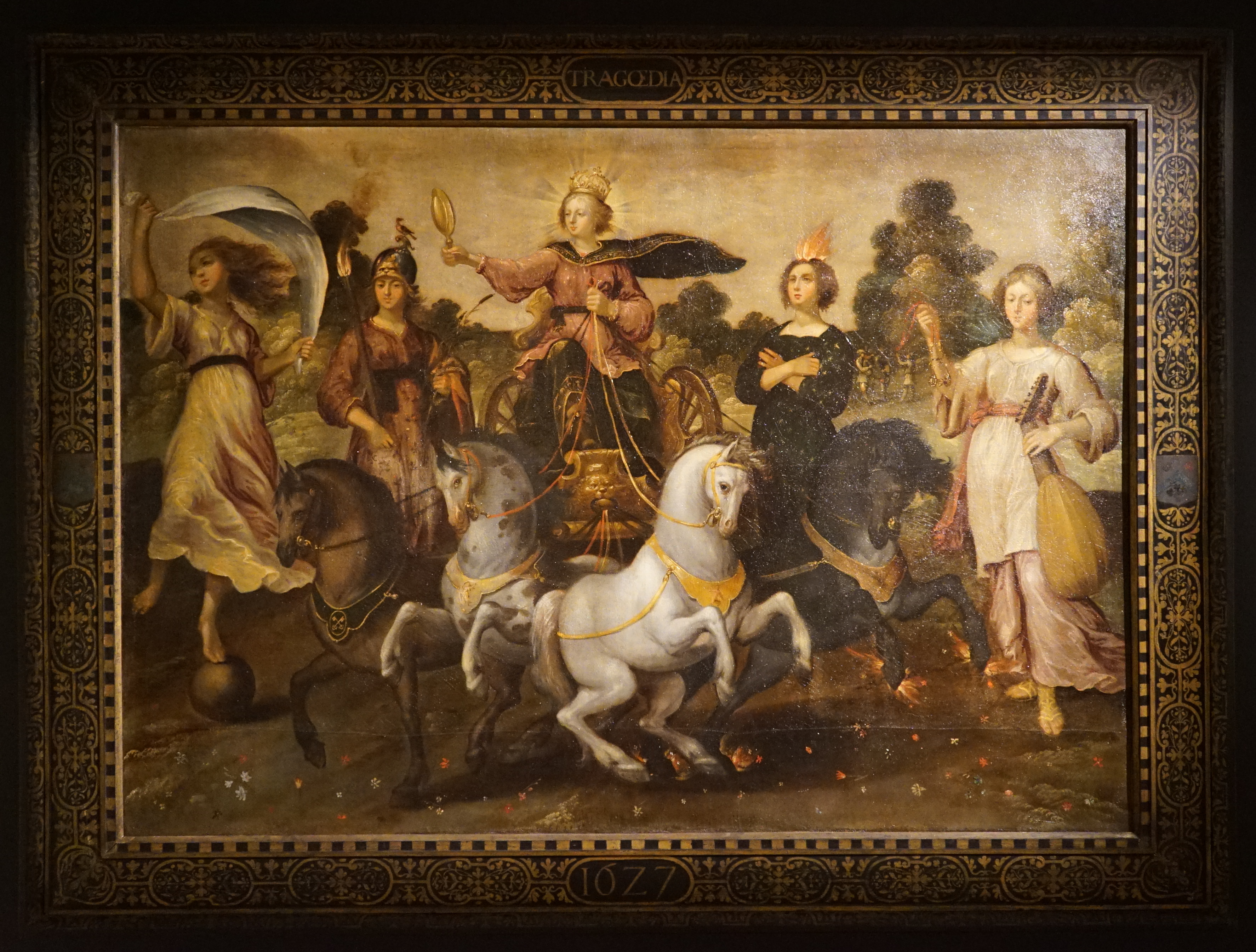
par Eugène Leblan, détruite lors de la Grande guerre.

Des fouilles du sous-sol de Galeries-Rémoises ont mis au jour une occupation dès le Ier siècle avant J-C et qui devait se trouver à l'intérieur de l'oppidum, puis d'une demeure avec hypocauste du haut-Empire.

## Bâtiments remarquables et lieux de mémoire

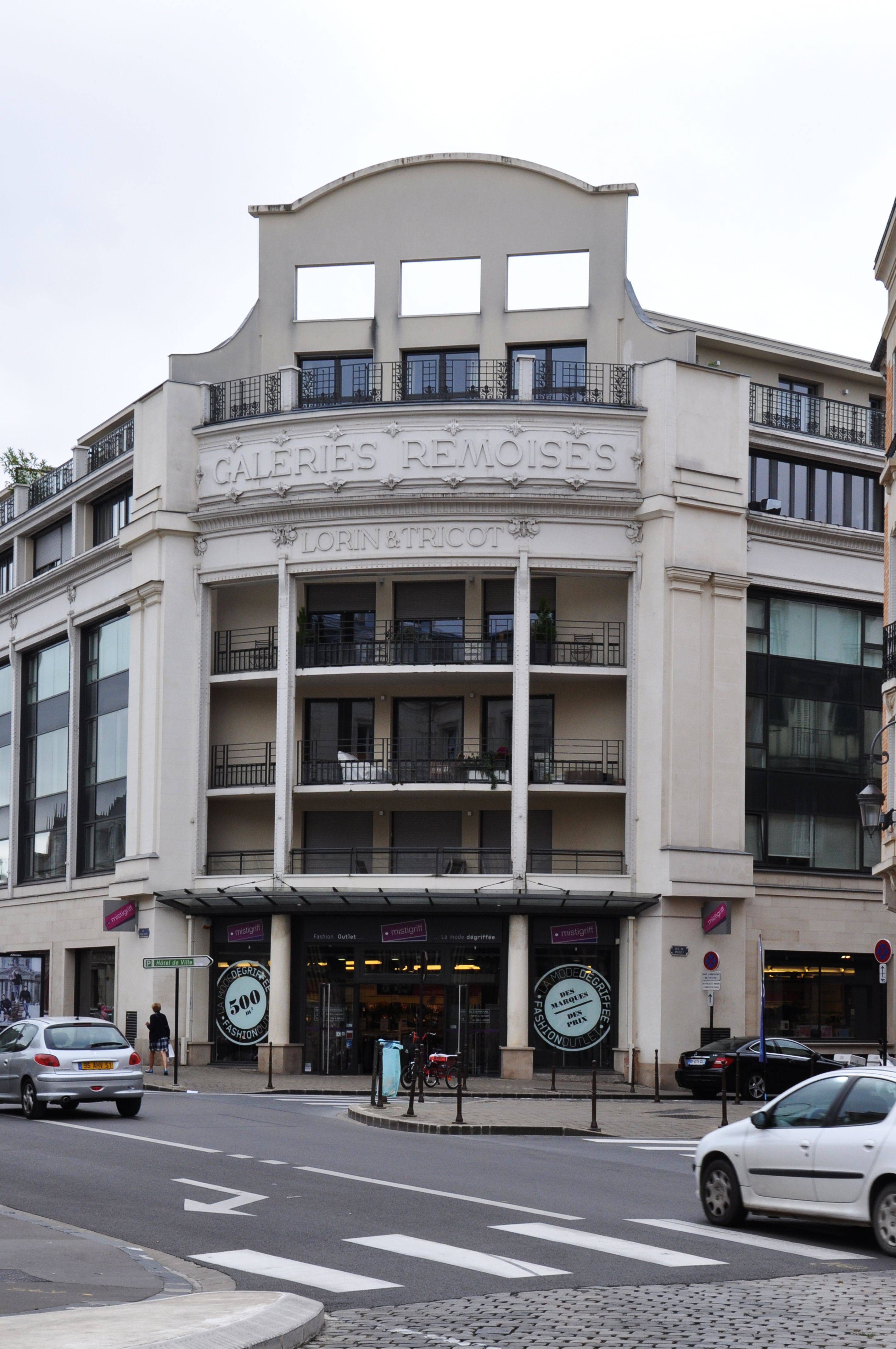
L'immeuble Galeries Rémoises dans l’angle de la rue Du docteur Jacquin et de la rue de Pouilly.